# Цюлково-Мале
Цюлково-Мале (пол. Ciółkowo Małe) — село в Польщі, у гміні Обрите Пултуського повіту Мазовецького воєводства.
Населення — 181 особа (2011).
У 1975-1998 роках село належало до Остроленцького воєводства.

## Демографія
Демографічна структура станом на 31 березня 2011 року:
|          | Загалом | Допрацездатний вік | Працездатний вік | Постпрацездатний вік |
| -------- | ------- | ------------------ | ---------------- | -------------------- |
| Чоловіки | 90      | 26                 | 52               | 12                   |
| Жінки    | 91      | 20                 | 51               | 20                   |
| Разом    | 181     | 46                 | 103              | 32                   |